# Кермер, Роми
Роми Кермер (нем. Romy Kermer; род. 28 июня 1956 года, Карл-Маркс-Штадт, ГДР) — фигуристка из ГДР, выступавшая  в парном разряде. В паре с  Рольфом Эстеррайхом она —  серебряный призёр зимних Олимпийских игр в  Инсбруке, двукратный серебряный призёр чемпионатов мира и трёхкратный серебряный призёр чемпионатов Европы. В настоящее время работает тренером по фигурному катанию в Берлине.

## Карьера

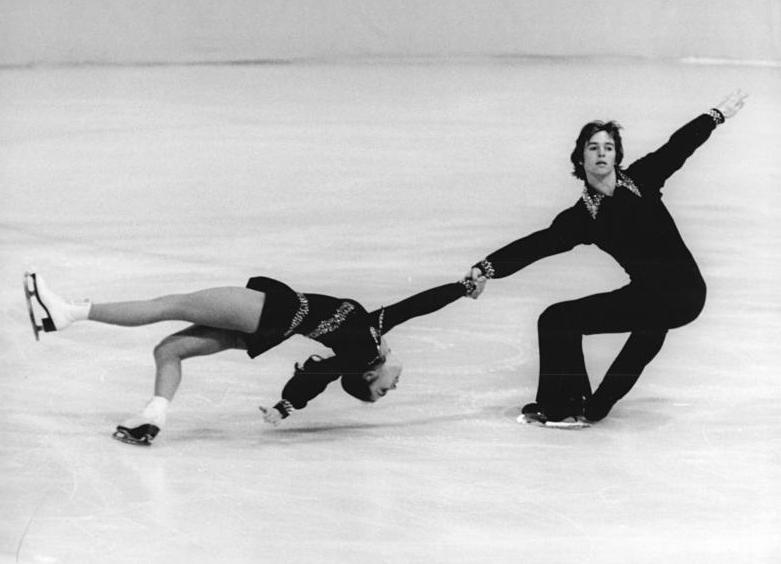
Р. Кермер и Р. Эстеррайх в 1974 г.

Фигурным катанием начала заниматься в Карл-Маркс-Штадте в паре с Тассило Тирбахом. В 1972 году Роми переехала в Берлин и встала в пару с Рольфом Эстеррайхом, в паре с которым стала серебряным призёром Олимпийских игр 1976 года. Кроме этого пара трижды была чемпионами ГДР, призёрами чемпионатов Европы и мира
После завершения спортивной карьеры Рольф и Роми поженились.
В настоящее время Роми работает тренером в СК «Берлин», за который выступала во время спортивной карьеры.
Один из её учеников  Филипп Тишендорф выиграл бронзу на юниорском Гран-при 2005 года в Братиславе.

## Результаты
| Соревнования      | 1973 | 1974 | 1975 | 1976 |
| ----------------- | ---- | ---- | ---- | ---- |
| Олимпийские игры  |      |      |      | 2    |
| Чемпионаты мира   | 5    | 3    | 2    | 2    |
| Чемпионаты Европы | 5    | 2    | 2    | 2    |
| Чемпионаты ГДР    | 1    | 2    | 1    | 1    |